# Boucicaut (stanice metra v Paříži)
Boucicaut je nepřestupní stanice pařížského metra na lince 8 v 15. obvodu v Paříži. Nachází se pod Avenue Félix Faure u křižovatky s ulicí Rue de la Convention.

## Historie
Stanice byla otevřena 27. července 1937, když byl zprovozněn úsek od stanice La Motte-Picquet – Grenelle po Balard.

## Název
Název této stanice jako jeden z mála není odvozen od názvu ulice nebo náměstí. Nese jméno
obchodníka Aristida Boucicauta (1810–1877), který založil obchodní dům s konfekcí Bon Marché. Jeho manželka byla asistentkou Luise Pasteura a založila nemocnici Hôpital Boucicaut.

## Vstupy
Stanice má několik východů, které vedou na:
- Avenue Félix Faure před dům č. 41
- Rue de la Convention před domy č. 108, 107 a 111

## Stanice v literatuře
Francouzský spisovatel Michel Houellebecq napsal o této stanici báseň jménem Station Boucicaut.